# Olympische Sommerspiele 1968/Teilnehmer (Nicaragua)
| Gelbes Symbol für Goldmedaillen mit stilisierten Olympischen Ringen | Graues Symbol für Silbermedaillen mit stilisierten Olympischen Ringen | Braundes Symbol für Bronzemedaillen mit stilisierten Olympischen Ringen |
| ------------------------------------------------------------------- | --------------------------------------------------------------------- | ----------------------------------------------------------------------- |
| —                                                                   | —                                                                     | —                                                                       |

Nicaragua nahm an den Olympischen Sommerspielen 1968 in Mexiko-Stadt mit einer Delegation von elf männlichen Athleten an 15 Wettkämpfen in drei Sportarten teil. Ein Medaillengewinn gelang keinem der Athleten. Es war die erste Teilnahme Nicaraguas an Olympischen Spielen.

## Teilnehmer nach Sportarten

### Boxen
- Hermes Silva
Bantamgewicht: in der 1. Runde ausgeschieden

- Mario Santamaria
Federgewicht: in der 1. Runde ausgeschieden

- Alfonso Molina
Leichtgewicht: in der 1. Runde ausgeschieden

### Gewichtheben
- Carlos Pérez
Federgewicht: 19. Platz

### Leichtathletik
Männer
- Juan Argüello
100 m: im Vorlauf ausgeschieden
200 m: im Vorlauf ausgeschieden

- Francisco Menocal
400 m: im Vorlauf ausgeschieden
800 m: im Vorlauf ausgeschieden

- José Esteban Valle
20 km Gehen: Rennen nicht beendet

- Carlos Vanegas
20 km Gehen: Rennen nicht beendet

- Donald Vélez
Weitsprung: 32. Platz
Speerwurf: 26. Platz
Zehnkampf: 20. Platz

- Rolando Mendoza
Kugelstoßen: 18. Platz
Diskuswurf: 26. Platz

- Gustavo Morales
Hammerwurf: 21. Platz